# W/88
W/88 – wspólny album studyjny warszawskiego rapera Włodiego oraz producenta muzycznego 1988. Wydawnictwo ukazało się 17 września 2020 roku nakładem wytwórni muzycznej Def Jam Recordings Poland.

## Lista utworów
| Nr  | Tytuł utworu                                         | Długość |
| --- | ---------------------------------------------------- | ------- |
| 1.  | „W/88”                                               | 0:58    |
| 2.  | „Nolove” (SŁŻ, SŁŻ)                                  | 3:45    |
| 3.  | „Krzew” (gościnnie: Tonfa, DJ Zeten)                 | 4:20    |
| 4.  | „Żakardy”                                            | 2:40    |
| 5.  | „N D Z W”                                            | 3:48    |
| 6.  | „Jak gdyby nigdy nic”                                | 2:30    |
| 7.  | „Tego się trzymam” (gościnnie: Jetlagz, Falcon1)     | 3:10    |
| 8.  | „Stilo” (gościnnie: Miły ATZ, Wiadrowski, Phunk'ill) | 4:19    |
| 9.  | „Stworzony”                                          | 3:34    |
| 10. | „Jeszcze wczoraj”                                    | 3:06    |
| 11. | „Wyobraź sobie” (remix)                              | 4:24    |
| 12. | „Połamane skrzydła” (produkcja: The Returners)       | 3:34    |
|     |                                                      | 40:08   |

## Listy sprzedaży
| Lista | Kraj   | Pozycja |
| ----- | ------ | ------- |
| OLiS  | Polska | 3       |

## Wyróżnienia
| Publikacja | Wyróżnienie                                | Pozycja |
| ---------- | ------------------------------------------ | ------- |
| Newonce    | TOP 20 najlepszych polskich płyt 2020 roku | 6       |
| Soulbowl   | 30 najlepszych albumów 2020                | 7       |